# Super Mario Kart
Super Mario Kart (яп. スーパーマリオカート Су:па: Марио Ка:то) — гоночная аркада, разработанная компанией Nintendo EAD для консоли SNES и выпущенная в свет 27 августа 1992 года в Японии, 1 сентября 1992 — в Северной Америке и 21 января 1993 — в Европе. В 2009 году была выпущена версия игры для Virtual Console.

## Геймплей
Игроку доступны восемь игровых персонажей — Марио, Луиджи, Принцесса Пич, Йоши, Боузер, Донки Конг младший, Купа-трупа и Тоад. При этом степень ускорения, максимальная скорость и управление карта каждого из персонажей дифференцируются. В одинопользовательском режиме игрок управляет выбранным персонажем, а остальные контролируются ИИ. При этом экран разделяется на две части: в верхней части отображается сам игровой процесс, а в нижней — упрощённый вид трассы с положением на ней участников. В режиме для двух игроков в нижней и верхней частях экрана изображён игровой процесс со стороны первого и второго игроков соответственно.
Наезжая на изображения со знаками вопроса на трассе, существует возможность собирать различные улучшения для карта и строить ловушки для соперников. Свои собственные уникальные возможности есть также у каждого из управляемых компьютером персонажей, которые могут использоваться ими для получения преимущества в гонке.
Super Mario Kart предлагает два синглплеерных режима — Mario Kart GP и Time Trial. В режиме Mario Kart GP игрок соревнуется с семью управляемыми компьютером персонажами в серии из пяти гонок, называемых кубками. Изначально игроку доступны три кубка и два уровня сложности — 50cc и 100cc. При победе во всех трёх кубках на втором уровне сложности открывается четвёртый секретный кубок. Игроку, выигравшему все четыре кубка на уровне 100cc, открывается третий уровень сложности — 150cc. Каждый кубок состоит из пяти гонок по пять кругов каждая, проходящих на различных трассах (20 в общей сложности). Чтобы продолжить выступление в кубке, игроку в каждой гонке необходимо финишировать в первой четвёрке. Первым четырём финишировавшим гонщикам начисляются очки по системе 9-6-3-1. Победителем в кубке становится гонщик, набравший наибольшее количество очков. В режиме Time Trial игроку предоставляется возможность улучшить своё время на любой из 20 трасс.
Super Mario Kart также имеет три мультиплеерных режима — Mario Kart GP, Match Race и Battle Mode. Режим Mario Kart GP идентичен одноимённому режиму в синглплеере, за тем исключением, что два игрока соревнуются с шестью компьютерными персонажами. В Match Race игроки сражаются вдвоём без компьютерных игроков на выбранной трассе. В режиме Battle Mode двое игроков начинают игру с двумя шарами вокруг их карта, которые могут быть уничтожены путём использования улучшений (power ups), расположенных на трассе на знаках вопроса. Победу празднует тот игрок, который первым уничтожит все три шара противника.

## Разработка
Продюсером Super Mario Kart выступил известный японский геймдизайнер Сигэру Миямото. В одном из своих интервью он заявил, что с самого начала главной целью команды разработчиков было создание игры, позволяющей двум игрокам одновременно играть за двух персонажей на одном экране. Игра использует видеорежим Mode 7, впервые использованный в F-Zero. Его особенностью является возможность вращения и масштабирования слоя с фоновым изображением, что позволяет добиться эффекта псевдотрёхмерной графики.

## Отзывы и награды
| Сводный рейтинг    | Сводный рейтинг |
| Агрегатор          | Оценка          |
| ------------------ | --------------- |
| GameRankings       | 93,60 %         |
| Иноязычные издания |                 |
| Издание            | Оценка          |
| AllGame            | [ 4 ]           |
| EGM                | 8,5/10          |
| GamePro            | [ 3 ]           |
| ONM                | 92/100          |
| Cubed3             | 9/10            |
| Electronic Games   | 93 %            |
| HonestGamers       | 10/10           |
| Nintendojo         | 9,5/10          |
| Thunderbolt        | 10/10           |

Super Mario Kart стала одной из самых коммерчески успешных игр для SNES. В общей сложности было продано около 8 миллионов копий игры, что позволило ей занять третье место в списке самых продаваемых игр для SNES. Критики особо отмечали графику игры, а журнал Nintendo Magazine System в 1992 году назвал графическую составляющую игры одной из лучших на SNES. GameSpot назвал Super Mario Kart одной из лучших игр в истории за её инновационность, геймплей и визуальный стиль.
Игра неоднократно была включена в список лучших компьютерных игр в истории. Так в 2005 году IGN расположило игру на 15-м месте этого списка, а в 2007 году — на 23-м. Журнал Edge разместил игру на 14-м месте списка лучших игр, а Official Nintendo Magazine поставил её на 13-е место в своём топ-100 лучших игр Nintendo. Совокупная оценка игры на GameRankings составляет 94 %.

## Влияние
Super Mario Kart положила начало целому поджанру компьютерных игр — гонках на картах. В 1994 году Sega выпустила игру Sonic Drift, где на картах соревновались персонажи серии игр Sonic the Hedgehog. В том же году компанией Ubisoft была выпущена игра Street Racer, в которую одновременно могли играть до 8 человек. Впоследствии вышли и другие игры, в той или иной мере похожих на Super Mario Kart: Atari Karts (1995 год), Diddy Kong Racing (1997 год), South Park Rally (1999 год), Konami Krazy Racers (2001 год), Kartmania 3D Bluetooth (Java), Shrek Karting HD (Java), Puppy Racing (3D гонки в браузере), Crazy Karts (3D гонки в браузере), Nesquik Kart (3D гонки в браузере), Cornfield 5000 (3D гонки в браузере), Микро кары 3D (3D гонки в браузере), Never Kart (3D гонки в браузере), Championsheep Rally, (Ралли Бешеное Копыто 2007 год), Moorhuhn Kart 3, (Морхун: Легенды картинга 3 2007 год), PAC-MAN: Kart Rally 2D-3D (Java, 2010 год), Sonic & Sega All-Stars Racing (2010 год), Jungle Kart Island (3D гонки в браузере, Shockwave), SuperTuxKart (2011 год), некоторые игры из серии Crash Bandicoot и др.
К самой Super Mario Kart было выпущено множество сиквелов. Первый из них, Mario Kart 64, увидел свет в 1997 году; игра была выпущена для консоли Nintendo 64 и имела полностью трёхмерную графику. Mario Kart: Double Dash‼ разработана и издана Nintendo под GameCube в 2003 году. Последним сиквелом на 2014 год является Mario Kart 8.